# Gotenba
Gotenba (御殿場市 -shi) é uma cidade japonesa localizada na parte leste da província de Shizuoka, na cercania do Monte Fuji.
Em 2003 a cidade tinha uma população estimada em 85 050 habitantes e uma densidade populacional de 436,98 h/km². Tem uma área total de 194,63 km².
Recebeu o estatuto de cidade a 11 de Fevereiro de 1955.

## Visão Geral
Gotenba é uma cidade ao pé do Monte Fuji e a altitude de sua área urbana é de 250 à 600 metros (a sede da prefeitura está a 450 m). A temperatura média anual é de 12,9 ℃, que se explica pelo fato das freqüentes chuvas que atingem a cidade. A precipitação média anual é de 3 433 mm. A umidade enevoa frequentemente as partes mais elevadas. Raramente neva na cidade e na província de Shizuoka no inverno, por outro lado o verão é fresco. O seu relevo delicadamente inclinado é usado principalmente para o cultivo do arroz.
A cidade prosperou tendo como atrativo a escalada do Monte Fuji, desenvolvendo uma estação de férias de verão após a criação da Linha Férrea Tokaido (atual Linha Gotenba) em 1889. Também houve um avanço considerável na industrialização da cidade após a construção da Auto-estrada Tomei.
O exército escolheu a cidade como local de manobras em 1912, especialmente para o treino de tropas, dando à cidade caráter militar. Três quartéis da Força de Auto Defesa Terrestre do Exército se instalaram na região.

## Cidades-irmãs
- Chambersburg, EUA
- Beaverton, EUA